# Стари амам у Призрену
Стари амам (Хамам Гази Мехмед-паше) у Призрену је подигнут током 17. века и има статус заштићеног непокретног културног добра као споменик културе од изузетног значаја.

## Изглед
У старом делу града Призрена хамам доминира као складно обликована грађевина, коју је градио ју је Гази Мехмед-паша. По типу је двојни амам, што ће рећи да су једну половину користили мушкарци, а другу жене. Те половине дели средњи подужни зид на две скоро идентичне целине. Унутар сваке половине извршена је строга подела просторија по функцији и то су: улазни простор са гардеробом и шедрваном у средини, затим просторије за одмарање, купање, парење, резервоар за воду и ложионицу.
Амам је зидан наизменично од камена и опеке. Конструктивни и просторни склоп грађевине говори о веома солидном градитељу, који је показао посебну вештину у градњи куполе и сводова.
Конзерваторски радови обављени су 1968. године.